# Tổng đài 106x
Tổng đài 106x là hệ thống tổng đài của Tập đoàn Viễn thông Quân đội được thành lập vào ngày 01 tháng 12 năm 2010, kinh doanh trong lĩnh vực viễn thông với các sản phẩm cung cấp những thông tin về tình hình kinh tế-xã hội trong phạm vi Việt Nam. Ngoài việc được hỗ trợ thông tin từ các Bộ, ban, ngành Trung ương và địa phương, Viettel còn ký hợp đồng với các doanh nghiệp hoạt động trong nhiều lĩnh vực cung cấp thông tin cho khách hàng.
Đây là một hình thức dịch vụ mới mẽ, giáo sư Nguyễn Lân Dũng cho rằng việc ra đời các đơn vị tư vấn có uy tín để giải đáp cho người dân là rất cần thiết và đáng khích lệ. Doanh nghiệp cần chú trọng vào chất lượng tư vấn thì mới khiến cho khách hàng tin tưởng, từ đó phát triển được dịch vụ.

## Thành lập
Hệ thống tổng đài này đã được triển khai thành lập từ năm 2010. Tập đoàn Viettel đã triển khai thử nghiệm dịch vụ cung cấp thông tin kinh tế-xã hội qua các Tổng Đài 106x. Cho đến tháng 01 năm 2012, Viettel đã bước đầu thực hiện chương trình đo mức độ hài lòng của khách hàng để định hướng hoạt động tiếp theo.
Thực tế trước đó, Viettel đã từng bước xây dựng cơ sở dữ liệu từ nhiều năm nay với các đối tác là cơ quan quản lý, các doanh nghiệp, các tổ chức uy tín trong nước, cộng với hệ thống các nhân viên của Viettel khắp cả nước như những hệ thống mạng lưới thu thập, cập nhật xử lý thông tin.
Thông điệp của tổng đài là "106x-mã số thông tin của bạn". Đây là dịch vụ giải đáp thông tin về kinh tế, xã hội 106x của Viettel đáp ứng nhu cầu tìm kiếm thông tin cho mọi người dân, đặc biệt hướng đến đối tượng là những người ít có cơ hội tiếp cận các phương tiện tìm kiếm thông tin như internet, báo chí,... thế mạnh của tổng đài 106x là cơ sở dữ liệu phong phú, được cập nhật liên tục.
Khi Viettel ra mắt dịch vụ này, có ý kiến lo ngại cho rằng, với tốc độ phát triển, khả năng đáp ứng cao của thông tin từ Internet, báo chí, phát thanh truyền hình... như hiện nay thì nhu cầu tìm kiếm thông tin qua điện thoại sẽ không còn lớn. Dù vậy Viettel cho rằng các phương thức thông tin trên chỉ đáp ứng nhu cầu của đại đa số. Trong khi đó, các tổng đài Viettel cung cấp các thông tin cho nhu cầu cá biệt mà các phương tiện thông tin khác không có.

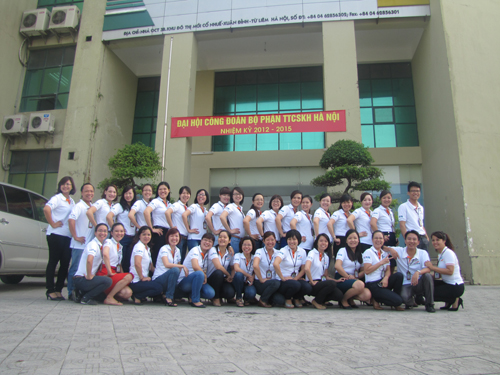
Tập thể nhân viên 106x tại Hà Nội

### Các tổng đài còn hoạt động vào năm 2023:
- Tổng đài 1068: Ra mắt vào ngày 01 tháng 12 năm 2010 và đã đưa vào thử nghiệm tổng đài hỗ trợ thông tin Kinh tế-Xã Hội (1068).
- Tổng đài 1069: Tổng đài hỗ trợ chuyên sâu. Bao gồm:
  - 1069 - Nhánh 1 (Thể thao): Khai trương vào ngày 15 tháng 08 năm 2011.
  - 1069 - Nhánh 2 (Pháp Luật): Khai trương vào ngày 20 tháng 02 năm 2012.
  - 1069 - Nhánh 3 (Tư vấn tình cảm): Khai trương vào ngày 21 tháng 10 năm 2013.

## Hệ thống các tổng đài
106x của Viettel được tổ chức theo mô hình hoạt động tập trung tại Hà Nội và Thành phố Hồ Chí Minh và sử dụng hệ thống tổng đài IPCC. Tổng đài 106x với 4 tổng đài riêng biệt: 1060 (trả lời tự động các thông tin văn hoá-xã hội–giải trí), 1066 (thử nghiệm cung cấp thông tin lao động và việc làm), 1068 (giải đáp các vấn đề kinh tế - xã hội) và 1069 (tư vấn trong lĩnh vực thể thao, pháp luật,Tình cảm).

### Tổng đài 1068
Đây là tổng đài nằm trong hệ thống Tổng đài 106x của Tập đoàn Viễn thông Quân đội.Tổng đài 1068 cung cấp các thông tin kinh tế - xã hội – văn hoá – giáo dục cho mọi khách hàng có nhu cầu trong phạm vi Việt Nam. Ra mắt vào ngày 01 tháng 12 năm 2010 và đã đưa vào thử nghiệm tổng đài hỗ trợ thông tin Kinh tế - Xã hội (1068).
| “                   | Hệ thống tổng đài IP Contact Center (IPCC) mà dịch vụ 1068 của Viettel đang sử dụng cho phép tiếp nhận hầu như không giới hạn về cuộc gọi, giúp thời gian kết nối lên tổng đài nhanh ngay cả lúc cao điểm. Ngoài ra, giá cước thấp hơn thị trường từ 30-50% (chỉ 2.500đ/phút gọi tới tổng đài 1068 với thuê bao nội mạng áp dụng từ ngày 01/03/2016) và lực lượng điện thoại viên hùng hậu, được đào tạo bài bản đã khiến dịch vụ 106x (trong đó có 1068) của Viettel hội tụ đủ các yếu tố để trở thành một mã số cung cấp thông tin hữu ích cho người dùng | ” |
| — bà Phạm Thanh Vân | |   |

Các thông tin hỗ trợ chủ yếu như: Danh bạ điện thoại toàn quốc, về lĩnh vực giáo dục, tuyển sinh Đại học, Cao đẳng, Trung học chuyên nghiệp, Trung học phổ thông. Thông tin trong lĩnh vực kinh tế về các mặt như giá vàng, giá xe, máy bay, giá cả các mặt hàng hóa, nông sản..., thông tin trong lĩnh vực giải trí gồm lịch phim truyện truyền hình, Chiếu phim... tư vấn về lĩnh vực pháp luật như xử lý vi phạm hành chính, thủ tục hành chính...

### Tổng đài 1066
Đây là tổng đài nằm trong hệ thống Tổng đài 106x của Tập đoàn Viễn thông Quân đội.Tổng đài 1066 giải quyết việc làm cho mọi khách hàng có nhu cầu tìm kiếm việc làm trong phạm vi toàn Việt Nam.
Ngày 09/01/2012, Công ty viễn thông Viettel, ra mắt thử nghiệm Tổng đài 1066 – tổng đài cung cấp thông tin việc làm và tuyển dụng qua điện thoại – JOB ON PHONE. Vượt qua những hạn chế về không gian, với quy trình sử dụng đơn giản và chi phí giảm đi rất nhiều, hiệu quả của hình thức quảng bá thông tin tuyển dụng qua tổng đài 1066 đã được một số công ty tuyển dụng số lượng lớn như: Tổng công ty May 10, Tổng công ty may mặc Hà Nội và nhiều công ty khác kiểm chứng, song song với đó, hàng nghìn ứng viên tìm việc đã biết đến và tin tưởng sử dụng dịch vụ của Tổng đài 1066 ngay trong thời gian đầu thử nghiệm. 
Ngoài việc cung cấp thông tin việc làm và tuyển dụng, những câu hỏi về tiền lương, chế độ bảo hiểm, thuế thu nhập cá nhân...các vấn đề liên quan đến chế độ chính sách - xã hội của người lao động, cũng được cung cấp, hỗ trợ thông tin đầy đủ trong phạm vi cho phép. Với tiêu chí hoạt động "Việc thật – Người thật", tổng đài 1066 đang ngày càng nỗ lực hoàn thiện và nâng cao chất lượng dịch vụ để làm tốt hơn nữa vai trò cầu nối thông tin giữa doanh nghiệp tuyển dụng và người lao động, đưa người cần việc và việc cần người đến gần nhau hơn. Sử dụng dịch vụ tổng đài 1066, đó là một trong những phương thức tìm việc & tuyển dụng hiệu quả, tiết kiệm chi phí và thời gian hàng đầu hiện nay.

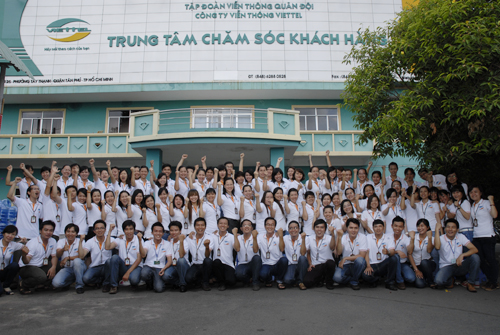
Tập thể nhân viên 106x tại Thành phố Hồ Chí Minh

Cung cấp thông tin về lao động - việc làm với các thông tin hỗ trợ chủ yếu như Thông tin tìm kiếm việc làm trên toàn quốc, hướng dẫn tạo hồ sơ cho người tìm việc làm, dịch vụ tìm việc qua SMS (tin nhắn), đăng ký tuyển dụng qua tổng đài. Đây là lần đầu tiên khách hàng được cung cấp thông tin việc làm qua điện thoại với mức cước phí thấp hơn từ 30-50% so với các dịch vụ tương tự trên thị trường.

### Tổng đài 1069
Đây là Tổng đài tư vấn chuyên sâu trong lĩnh vực thể thao và pháp luật. Đây là nơi khách hàng có thể thực hiện tương tác bằng hình thức trao đổi, bình luận cũng như chia sẻ mọi ý kiến của họ về các thông tin liên quan tới lĩnh vực thể thao. Đội ngũ tư vấn viên của tổng đài 1069 sẽ trực tiếp truyền đạt, trao đổi đưa ra ý kiến của các chuyên gia để hỗ trợ khách hàng nắm bắt các thông tin một cách đa chiều. Việc tiếp nhận các thông tin, tư vấn trực tiếp của các tổng đài viên sẽ dễ dàng, thuyết phục, có tính tương tác cao.
Tổng đài này gồm hai nhánh chính:
- 1069 Nhánh số 1: tư vấn chuyên sâu và thể thao, cung cấp thông tin chuyên sâu, bình luận về các trận đấu bóng đá được nhiều người quan tâm thế giới, Ngoài ra tổng đài còn hỗ trợ thông tin liên quan đến các môn thể thao khác như: Bóng chuyền, bóng bàn, cầu lông...
- 1069 Nhánh số 2: Tư vần chuyên sâu về pháp luật, cung cấp thông tin chuyên sâu về Luật lao động, đất đai, luật hình sự, Luật hôn nhân gia đình, kinh doanh, doanh nghiệp....
- 1069 Nhánh số 3: Tư vần chuyên sâu về tâm lý,tình cảm, hôn nhân - gia đình....

### Tổng đài 1060
Là tổng đài trả lời tự động các thông tin văn hoá-xã hội–giải trí như: âm nhạc, truyện dành cho mọi lứa tuổi, không gian riêng dành cho bà bầu, chăm sóc sức khỏe và nhũng mẹo vặt cuộc sống thường ngày.

### Tổng đài 1062
Cung cấp thông tin y tế và chăm sóc sức khỏe, cập nhật những kiến thức y tế như thông tin về các bệnh thường gặp (cách phòng tránh & chữa trị..), thủ tục khám chữa bệnh (các chế độ bảo hiểm y tế, quy trình & các khâu khám chữa bệnh...), chế độ dinh dưỡng và cách chăm sóc sức khỏe hàng ngày dành cho mọi lứa tuổi (người già, phụ nữ mang thai, trẻ nhỏ).

## Công nghệ
Công nghệ tổng đài được Viettel sử dụng cho dịch vụ 106X là công nghệ dựa trên IP (IP Contact Center - IPCC) do Trung tâm Phần mềm Viettel phát triển. Lợi thế nổi bật của IPCC so với công nghệ cũ là khả năng giao tiếp đa kênh với khách hàng, quản lý chặt chẽ chất lượng cuộc gọi và giảm đáng kể chi phí điện thoại. Ngoài ra, tổng đài được đặt ở Hà Nội và TP. Hồ Chí Minh nhưng có thể phục vụ thông tin cho mọi vùng miền trên cả nước. Nếu là thuê bao cố định, di động Viettel trên toàn quốc có thể trực tiếp kết nối đến tổng đài 106X mà không phải bấm mã vùng.
Với công nghệ mới có thể tiếp nhận gần như không giới hạn các cuộc gọi, thì khách hàng sẽ có thêm nhiều lựa chọn và cũng do sử dụng hệ thống tổng đài IP Contact Center (IPCC), dịch vụ 106x của Viettel cho phép tiếp nhận hầu như không giới hạn về cuộc gọi, giúp thời gian kết nối lên tổng đài nhanh ngay cả lúc cao điểm. Trung bình, mỗi ngày 106x tiếp nhận từ 40.000-50.000 cuộc gọi từ khách hàng. Những ngày cao điểm, 106x có thể tiếp nhận đến 140.000 cuộc gọi.